# Białobrzegi (Krosno)
Białobrzegi ist ein Stadtteil von Krosno im Powiat Krośnieński der Woiwodschaft Karpatenvorland in Polen.

## Geschichte
Nach Adam Fastnacht bestand das Dorf als eine ethnisch polnische Siedlung schon vor dem Jahr 1340, in der Zeit des Fürstentums Halytsch-Wolodymyr, und nach der Einnahme des westlichen Rands Rotrutheniens wurde auf dem Grund des Dorfes die Stadt Krosno gegründet. Der Ort wurde im Jahr 1410 als Palverzee erstmals urkundlich erwähnt, was von vielen Forschern mit Adam Fastnacht als deutscher Name des Dorfs angesehen wurde, jedoch konnte das ein Fehler in der Abschrift aus dem 15. Jahrhundert sein, und von Kazimierz Rymut wurde diese Erwähnung als unzuverlässig bezeichnet. Danach wurde der Ort als Byalebrzegky (1473), Byalyebrzegy (1474), Bialy Brzegy (1491), Byalobrzegi (1523), Brzegybyale (1530), Byalobrzegi (1532), Białobrzegi (1637) erwähnt. Der Ortsname ist polnischer Herkunft (sogar die ruthenische Form Bjalobžehy zeigt polnische Eigenschaften) und bedeutet wörtlich Weißenufer (plural). Die Siedlung war eine Vorstadt von Krosno flussabwärts am Wisłok und wurde damals teilweise von Walddeutschen bewohnt, jedoch war der Anteil deutscher Bevölkerung gering oder schwierig bestimmbar.
Das Dorf gehörte zunächst zur Königreich Polen (ab 1569 Adelsrepublik Polen-Litauen), Woiwodschaft Ruthenien, Sanoker Land. Bei der Ersten Teilung Polens kam Białobrzegi 1772 zum neuen Königreich Galizien und Lodomerien des habsburgischen Kaiserreichs (ab 1804). Ab dem Jahr 1855 gehörte Białobrzegi zum Bezirk Krosno.
Nach dem Ende des Ersten Weltkriegs und dem Zusammenbruch der Habsburgermonarchie kam Białobrzegi 1918 zu Polen. Białobrzegi wurde 1925 als Stadtteil Krosnos eingemeindet.